# Ecnomophlebia argyrospila
Ecnomophlebia argyrospila là một loài bướm đêm trong họ Geometridae.